# مارغريت بيرك شيريدان
مارغريت بيرك شيريدان (بالإنجليزية: Margaret Burke Sheridan)‏ هي مغنية ومغنية أوبرا أيرلندية، ولدت في 15 أكتوبر 1889 في Castlebar ‏ في جمهورية أيرلندا، وتوفيت في 16 أبريل 1958 في دبلن في جمهورية أيرلندا.

## وصلات خارجية
- مارغريت بيرك شيريدان على موقع ميوزك برينز (الإنجليزية)